# Sabine Weiss
Sabine Weiss (Saint-Gingolph, 23 de julio de 1924 - París, 28 de diciembre de 2021) fue una fotógrafa de origen suizo naturalizada francesa que se puede encuadrar en la corriente de la fotografía humanista.

## Biografía
Atraída desde muy joven por la fotografía, comenzó a hacer fotos a los doce años con un aparato que consiguió con el dinero de su paga. Su padre la apoyó en su afición y aprendió más tarde la técnica fotográfica, entre 1942 y 1945, al lado de un fotógrafo de estudio de Ginebra: Frédéric Boissonnas.
Obtuvo su diploma de fotografía y abrió su estudio personal antes de marcharse definitivamente a París en 1946. Se convirtió entonces, a los 22 años y por recomendación de un amigo, en la asistente del célebre fotógrafo de moda Willy Maywald; con él trabajó en unas condiciones inmejorables pero, al tiempo, entendió la importancia de la luz natural como fuente de emoción.
Trabajó entonces distintos estilos fotográficos: apasionada de la música, hizo retratos de las grandes figuras de la música (Ígor Stravinski, Benjamin Britten, Pablo Casals, Stan Getz…), pero también de la literatura y el arte en general (Francis Scott Fitzgerald, Fernand Léger, Jean Pougny, Alberto Giacometti, Robert Rauschenberg, Jan Voss, Jean Dubuffet…); colaboró también en varias revistas y periódicos conocidos en América y Europa por su relevancia publicitaria e informativa (Vogue, Match, Life, Time, Town and Country, Holiday, Newsweek, etc.). Recorrió además el mundo como fotógrafa de prensa.
Desde 1950, estuvo representada por la agencia Rapho, primera agencia de prensa francesa que es además administradora del trabajo de, entre otros, Robert Doisneau (que fue quien la propuso entrar en la agencia tras un encuentra en el despacho del director de Vogue), Willy Ronis, Édouard Boubat, etc.
Weiss se casó ese mismo año con el pintor estadounidense Hugh Weiss, a quien había conocido en un viaje a Italia tiempo antes, y entabló amistad con personalidades del medio artístico como Jean Cocteau, Maurice Utrillo, Georges Rouault y Jacques Henri Lartigue. Con este último, compartía el amor por la humanidad y el gusto por las visiones íntimas de la vida.
A pesar de sus éxitos y de la publicación de un monográfico titulado 100 photos de Sabine Weiss pour la liberté de la presse por RSF en 2007, Sabine Weiss fue una personalidad discreta y poco conocida por el gran público.
Sabine Weiss fue oficial en la Ordre des Arts et des Lettres desde 1999 (Chevalier en 1987).

## Análisis de su obra
Su trabajo personal está ligado a la vida en su cotidianeidad, a las emociones y a las gentes. Mezcla hábilmente poesía y observación social, por lo que se ha encuadrado su obra en la corriente de la fotografía llamada « humanista »; ella misma expresó que sus fotos expresan un cierto amor personal por la vida.
Sabine Weiss, como el fotógrafo Bernard Plossu, rechazó el estatuto de artista; en su opinión, su función consistía más bien en dar testimonio que en crear. En este sentido, consideraba que una foto debía exponer una particularidad de la condición humana, incluso con la intención de denunciar las injusticias.
Weiss utilizó esencialmente el blanco y negro, y cuidaba con precisión el encuadre, la calidad de la luz, los ambientes, etc. 
Exploró las calles de París, frecuentemente de noche, en busca de sujetos variados pero que expongan la apariencia humana en su universalidad: escenas de calle, soledades, niños, creencias, figuras humanas en la niebla, fugacidad de las emociones, etc. Los niños, los ancianos, las sonrisas de las estrellas, son habituales en su obra, todo ello relacionado por la característica común de la espontaneidad y la sencillez.
“La última representante de la corriente de la fotografía humanista francesa”, Sabine Weiss falleció el 28 de diciembre de 2021 a la edad de 97 años en su casa de París.

## Colecciones
Sus fotografía forman parte de diversas colecciones prestigiosas en todo el mundo:
- Museos de Arte Moderno de Nueva York (MOMA) y Kioto
- Metropolitan Museum of Art
- Art Institute of Chicago
- Musée de l'Élysée, Lausanne
- Centre Georges-Pompidou
- Maison européenne de la photographie
- Kunsthaus de Zúrich
- Musée français de la photographie

En 1955, Edward Steichen eligió tres de sus fotografía para la exposición The Family of Man.
Durante una subasta en 2005, una de sus fotos, « La sortie du metro », fue adjudicada por 11500 €.

## Publicaciones
- 1962 J'aime le théâtre, Editions Rencontres, Suisse.
- 1969 Une semaine de la vie de Daniel, Editions Mac Millain, USA.
- 1978 En passant, Editions Contrejour, France.
- 1982 Marchés et Foires de Paris, Editions ACE, France
- 1989 Intimes convictions, Editions Contrejour, France
- 1992 Hadad, Peintres, Editions Cercle d'Art
- 1992 Vu à Pontoise, Editions municipales
- 1995 La Réunion, Editions de la galerie Vincent, Saint Pierre
- 1996 Bulgarie, Editions Fata Morgana
- 1997 Giacometti, Editions Fata Morgana
- 1997 Des enfants, texte de Marie Nimier, Editions Hazan, ISBN 2-85025-574-2
- 2000 Poussettes, charrettes et roulettes, musée de Bièvres
- 2000 André Breton, texte de Julien Gracq, Edition Fata Morgana
- 2003 Sabine Weiss soixante ans de photographie, par Jean Vautrin et Sabine Weiss aux Editions de La Martinière.
- 2004 Claudia de Medici par Sabine Weiss
- 2006 Musiciens des villes et des campagnes par Sabine Weiss, Gabriel Bauret, et Ingrid Jurzak
- 2007 See and Feel , aux Editions ABP (Pays-Bas).

## Condecoraciones
- 1999, Officier en la Ordre des Arts et des Lettres